# Вулли, Ханна
Ханна Вулли (иногда Уолли, 1622 — 1675) — английская писательница, опубликовавшая ранние книги по ведению домашнего хозяйства. Она, предположительно, была первым человеком, который зарабатывал на жизнь таким образом.

## Жизнь
Мать и старшие сестры Вулли были специалистками в области медицины и хирургии, и она училась у них. О её отце ничего не известно.
С 1639 по 1646 год Вулли работала служанкой у неназванной женщины, почти наверняка у Анны, леди Мейнард (ум. 1647), за это время она узнала о медицинских средствах и рецептах. В 1646 году она вышла замуж за школьного учителя Джерома Вулли и вместе с ним руководила бесплатной грамматической школой в Ньюпорте, в Эссексе, что было совсем рядом с домом семьи Мейнард в Литтл-Истоне. В школе она применила на практике свои навыки по «физике». Несколько лет спустя Вулли открыли школу в лондонском Хакни. У них было как минимум четыре сына и две дочери, и Ханна вспоминала об этом браке как о счастливом.
В 1661 году Вулли овдовела и с этого года начала издавать книги по ведению домашнего хозяйства. Она писала рецепты, заметки по ведению домашнего хозяйства, инструкции по вышивке, этикет написания писем, медицинские советы и советы по изготовлению духов. Они оказались очень популярными. Её первая книга «Женский справочник» была опубликована за её счет в 1661 году и в 1664 году была переиздана. Её вторая книга, «Поварской путеводитель», была напечатана за счет её издателя и посвящена дочери Мейнард, леди Энн Рот (1632—1677), и её собственной дочери Мэри. Вулли и автор альманаха Сара Джиннер считаются первыми профессиональными писательницами. Их сочинения показывают свободы, которые были доступны в те времена.
Вулли заработала репутацию успешного врача, несмотря на свой любительский статус и неприветливость окружения для женщин-врачей в тот исторический период. Она использовала свои книги как рекламу своих навыков и предлагала читателям проконсультироваться с ней лично.
В 1666 году она повторно вышла замуж в церкви Святой Маргариты в Вестминстере за Фрэнсиса Чаллинера, вдовца, который был на два года старше её, но он умер до февраля 1669 года. Дата смерти самой Вулли неизвестна. Она не отреагировала, как поступала раньше, на плагиатное произведение 1675 года под названием «Полное женское наслаждение» (The Accomplish’d Ladies Delight), поэтому вполне вероятно, что она не дожила до его появления.

## Работы
- 1661 — The Ladies Directory
- 1664 — The Cooks Guide
- 1670 — The Queen-Like Closet; по крайней мере два издания немецкого перевода были опубликованы как Frauenzimmers Zeitvertreib[2].
- 1672 — The Ladies Delight
- 1674 — A Supplement to the "Queen-Like Closet, или A Little of Every Thing

Основываясь на её книгах, в 1673 году было опубликовано произведение под названием The Gentlewoman’s Companion. За этим последовали аналогичные работы: в 1675 году The Accomplished Ladies Delight, а в 1685 году The Compleat Servant-Maid. Как и её подлинные произведения, они часто переиздавались. До недавнего времени о Вулли велось мало критических дискуссий, а научные публикации о её работах остаются весьма ограниченными. Большинство академических разговоров, касающихся Вулли, сосредоточены в первую очередь на её положении как женщины на традиционно мужском рынке и её мнении о женском образовании. Однако недавние публикации предполагают, что в будущем обсуждение Вулли может расшириться и включить разговоры о изменчивости авторства в XVII веке и изменении определения авторской собственности.